# Florimont-Gaumier
Florimont-Gaumier (occitan: Florimont e Gaumièr) là một xã của Pháp, nằm ở tỉnh Dordogne trong vùng Aquitaine của Pháp.

## Thông tin nhân khẩu
| Năm    | 1962 | 1968 | 1975 | 1982 | 1990 | 1999 | 2007 |
| ------ | ---- | ---- | ---- | ---- | ---- | ---- | ---- |
| Dân số | 262  | 252  | 230  | 181  | 164  | 132  | 141  |